# نوشتن در تاریکی
نوشتن در تاریکی نمایشی از محمد یعقوبی است که در آبان و آذر ۱۳۸۹ پس از فراز و نشیب‌های بسیار و حذف صحنه‌ها و دیالوگ‌ها در سالن چهارسوی تئاترشهر بر صحنه رفت. این نمایش به دلیل استقبال مخاطبان در هفته‌های آخر در دو سانس اجرا می‌شد.
چند دوست روزنامه‌نگار (و «نوشین ستوده» که وکیل و فعال حقوق زنان است) با هم به تعطیلات شمال می‌روند. سپس صحنه‌هایی از بازجویی نیما (که در حوادث پس از تجمعات اخیر به دلیل عکاسی دستگیر شده است)، سفر شمال و سفر آلمان (و اقدام برای پناهندگی یکی از آنان) به تناوب اجرا شده و با صحنه با چشم‌بند یاران، پس از مرگ نیما پایان می‌یابد.

## حذف صحنه‌ها
این نمایش که پیش از این قرار بود با نام «ماهی دات بلاگفا» اجرا شود با ترفندهایی در شیوه اجرایی پس از شش بار بازبینی و با تغییر و حذف صحنه‌هایی از شورای نظارت مرکز هنرهای نمایشی مجوز اجرا گرفت.
به گفته محمد یعقوبی، «پیش از این مشکلی که با شورا داشتم، در واژه‌ها بود. اما در این نمایشنامه ماهیت چند صحنه مشکل ساز شده بود. از من خواستند یکی از لوکیشن‌های اصلی ام را به دلیل این که تداعی گر مکانی واقعی در کشور ماست حذف کنم، بنابراین دیگر لب زدن یا عدد ۲۵ به دادم نمی‌رسید. موقعیتی بود که نمی‌دانستم با آنچه کنم. برای برخورد با ممیزی در این نمایش سراغ ویدئو پروجکشن رفتم. این ایده دو روز پیش از اجرا به ذهنم رسید. در شکل واقعی اجرا میان صحنه‌های شاد و پرنشاط شمال و صحنه‌های سنگین و پرسکوت علی سرابی و مهدی پاکدل نوعی تعادل برقرار شده بود اما با تغییراتی که در نمایشنامه ایجاد شد، این تعادل از میان رفت؛ بنابراین تلاش کردم با استفاده از پروجکشن و سکوت و سکونی که با آن ایجاد می‌شد، این تعادل را برقرار کنم.»

## عوامل
- بازیگران: آیدا کیخایی (نوشین ستوده)، علی سرابی (بازجو)، مهدی پاکدل (نیما)، مسعود میرطاهری، مژگان خالقی، اشکان خیل نژاد، معصومه رحمانی، محمد عسگری
- طراحی صحنه: منوچهر شجاع
- طراحی لباس: پریدخت عابدین نژاد
- طراحی پوستر و بروشور: امیر اسمی
- موسیقی: بهرنگ بقایی
- دستیاری کارگردان: امین عظیمی
- عکاس: نوشین جعفری
- مدیر تولید: محمد قدس